# Luriezo
Luriezo es una localidad del municipio de Cabezón de Liébana (Cantabria, España). En el año 2008 contaba con una población de 47 habitantes (INE). Esta localidad está situada a 741 metros de altitud sobre el nivel del mar, y a 6,5 kilómetros de la capital municipal, Cabezón de Liébana. Es una de las localidades que forman parte del «Valle Estrechu» o «Estrecho», también «Valdeaniezo», formado por el río Aniezo en la vertiente oeste de Peña Sagra.
Antiguamente existió en Luriezo un monasterio, con la advocación de San Pelayo, que fue incorporado al de Piasca en el año 1031.

## Cultura

### Musicología
Luriezo es rico en romances tradicionales y allí se han recogido, entre otros La romera perdonada, El pastor desdeñado, La casada holgazana, El zapato de Cristo, Gerineldo (presente también en otros lugares de Cantabria), La boda estorbada (presente también en Buyezo) y La pastora devota de María (presente también en Pido).

### Escultura
En el pórtico de la iglesia local está embutida una estela gigante cántabra de época romana, de 1,35 metros de diámetro y 20 cm de grosor. Tiene una inscripción que reza MON AMBATI PENTOVIECI AMB ATI Q PENTOVI-F-ANN LX HOC MOM POS AMBA TUSET-DOIDERVS-F SUI, que en español quiere decir Monumento de Ambato Pentovieco, de los ambáticos, hijo de pentovio, de 60 años. Ambato y Doidero, sus hijos pusieron este monumento. La altura de las letras es de 11 cm.
En el muro del cementerio de este pueblo, situado junto a la iglesia, hay otro fragmento de una probable estela.

### Senderismo
Por Luriezo pasa hay un sendero que lleva a la ermita de la Virgen de la Luz, patrona de Liébana, situada a 1329 m s. n. m. La ruta completa comienza en Somaniezo y tiene un desnivel total de 690 m.

## Demografía
| 2000 | 2001 | 2002 | 2003 | 2004 | 2005 | 2006 | 2007 | 2008 | 2009 |
| ---- | ---- | ---- | ---- | ---- | ---- | ---- | ---- | ---- | ---- |
| 44   | 47   | 51   | 48   | 44   | 47   | 43   | 45   | 47   | 49   |

Fuente: INE